# Küttel Károly
Dr. Küttel Károly (Kőszeg, 1818. – Temesvár, 1875. május 14.) magyar jogász, Temesvár polgármestere. 1859–1861 között és 1867–1872 között a ma Romániához tartozó Temesvár polgármestere volt.

## Életpályája
Ősei Angliából származtak, ahonnan a százéves háború idején menekülniük kellett, és Badenben telepedtek le. Ezután 1689-ben Magyarországra költöztek. Egy gyógyszerészcsalád legidősebb fiaként született. Pesten jogot tanult, majd tanulmányai befejezése után, 1840-ben Temesváron telepedett le, ahol kezdetben ügyvédi állást töltött be. Ezután a járásbíróságon dolgozott, majd 1848-ban temesvári szenátor lett.
Alapító tagja volt az első temesvári banktársaságnak, és 1855-ig a felügyelőbizottság tagja volt.

### Polgármesterként
1859-ben Temesvár polgármesterévé választották. Josef Weigl 1861–1867 között töltötte be ezt a tisztséget, majd 1867-ben újraválasztották (1872-ig). Két hivatali ideje alatt a várost demilitarizálták. Az erőd falain belül és a külvárosokban is folytatta az útépítést.
Az ő idejében a következők történtek:
- az Eugén herceg tér, a mai Piața Libertății beültetése
- az erőd belsejében lévő járdák burkolása
- a Temesvári Önkéntes Tűzoltóság megalapítása
- a lóvontatású villamosvasút bevezetése, amely 1869-ben kezdte meg működését
- a mai Nikolaus Lenau Líceum alapítása
- több városi park alapítása
- a város néhány kórházának alapítása
- a Ferenc József Színház, a mai Temesvári Nemzeti Színház és Operaház alapítása

## Emlékezete
- 2006. október 27-én Gheorghe Ciuhandu, Temesvár polgármestere jelenlétében háromnyelvű – német, román és magyar nyelvű – emléktáblát avattak a Piața Alexandru Mocioni téren. Ez a Németországban élő dédunokája, Küttel István kezdeményezésére került a Bulevardul Tinereții 1. számú épület homlokzatára. Már a századforduló táján a mai Piața Alexandru Mocioni joefstadti felét az egykori polgármester tiszteletére Küttl-térre nevezték át. Miután Temesvár 1919-ben Romániához került, a tér ismét elvesztette ezt a nevét, de a német lakosság körében a köznyelvi Küttel-Platz elnevezés ma is használatos.
- Mellszobrának ünnepélyes leleplezésére 2009. augusztus 3-án került sor a Központi Parkban (románul: Parcul Central), a Személyiségek sugárútján.
- A Nikolaus Lenau Líceumban emléktábla őrzi munkásságát.

## Fordítás
- Ez a szócikk részben vagy egészben  a   Karl Küttel című német Wikipédia-szócikk ezen változatának fordításán alapul.  Az eredeti cikk szerkesztőit annak laptörténete sorolja fel. Ez a jelzés csupán a megfogalmazás eredetét és a szerzői jogokat jelzi, nem szolgál a cikkben szereplő információk forrásmegjelöléseként.